# معركة حطين
معركة حطين معركة فاصلة بين الصليبيين والمسلمين بقيادة صلاح الدين الأيوبي، وقعت في يوم السبت 25 ربيع الآخر 583 هـ الموافق 4 يوليو 1187 م بالقرب من قرية المجاودة، بين الناصرة وطبريا انتصر فيها المسلمون، ووضع فيها الصليبيون أنفسهم في وضع غير مريح إستراتيجيا في داخل طوق من قوات صلاح الدين الأيوبي، أسفرت عن تحرير مملكة بيت المقدس وتحرير معظم الأراضي التي احتلها الصليبيون.

## دوافعها
كانت مناطق من البلاد الإسلامية والقدس تحديدا قد احتلت من قبل الصليبيين عام 1099 م، وكان الإقطاعيون الصليبيون والفرسان قد نصَّبوا أنفسهم أمراء وملوك على تلك المناطق، فكان هذا على مدى قرن دافعاً لتحرير البلاد من الاحتلال، وكانت غارة لصوصية شنها أحد بارونات الإفرنج البارزين، رينو دي شاتيون (أرناط) السبب المباشر لهجوم المسلمين، رينو دي شاتيون كان مغامرا وقحا وسبق له أن اجتاح قبرص البيزنطية في سنة 1155 م وعمل فيها سلبا ونهبا، وكان قد أسر عند نور الدين زنكي قبل 16 سنة، وبعد إخلاء سبيله استقر في حصن الكرك، وعكف على نهب وسلب قوافل التجار المارّة في الجوار، لأن الحصن كان يقطع الطريق من سوريا إلى مصر والحجاز، وفي أواخر سنة 1186 م ولربما أوائل 1187 م، شن رينو غارة (خلافا لشروط هدنة عقدت في 1180) على قافلة متجهة من القاهرة إلى دمشق ونهب بضائعها، وأسر أفرادها وزجهم في حصن الكرك، ويروى أن القافلة كانت لأخت صلاح الدين بالذات، فما كان من صلاح الدين إلا ان يطالب في الحال ملك القدس آنذاك غي دي لوزينيان بالتعويض عن الضرر والإفراج عن الأسرى ومحاسبة الناهب، ولكن الملك لم يجازف بمس تابعه القوي رينو، فكان أن قرر صلاح الدين إعلان الحرب على مملكة القدس، إلا إن مرض صلاح الدين أخر بدء القتال في تلك السنة.

## العمليات العسكرية التي سبقتها
كانت تلك العمليات تهدف إلى توحيد المسلمين، وكان للتوحيد أساليب بالإقناع واللين حيناً أو باستعمال القوة حيناً آخر، في البدء اجتاحت قواته في الربيع الباكر من عام 1187 م مناطق قلعتي الكرك وكراك دي مونريال، وبعد شهرين بدأ القتال ضد الصليبيين، وأعلن صلاح الدين فتح باب التطوع في مصر لمحاربة الصليبيين وأرسل مراسليه إلى الموصل والجزيرة والشام يطلب منهم دعم الجيش وخرج بعساكره الخاصة وعسكر الحلقة وغيرهم من القاهرة وعسكر في دمشق، وعين ابنه الملك الأفضل قائدا للقوات واحتشدت قواته في بصرى وكانت تضم حوالى 12000 فارس و 13000 من المشاة ورجال الاحتياط وأعدادا كبيرة من المتطوعين ثم سار إلى الكرك وأخذ قيادة القلب واعطى ابن أخيه تقي الدين عمر قيادة الميمنة ومظفر الدين كوكبري قيادة الميسرة وخرج الحاجب لؤلؤ بالأسطول من مصر، ثم خرج الملك العادل من القاهرة إلى بركة الجبل وسار إلى الكرك والتقى مع السلطان. وفي الجانب الآخر حشد الصليبيون 22000 ألفا بين فارس ورجل. والتحق بهم عدد كبير من المتطوعين حتى روي أنه زاد عددهم على الستين ألف.
في أيار مايو 1187 م أبيدت إلى الشمال الشرقي من الناصرة فصيلة كبيرة مؤلفة أساسا من الفرسان الصليبيين، ولقي الأستاذ الأكبر لجمعية الأوسبيتاليين روجيه دي مولان مصرعه.
عبرت جيوش المسلمين نهر الأردن جنوبي طبريا، وسارت في اليوم التالي إلى تل كفر سبت (كفر سبيت) في الجانب الجنوبي الغربي من طبريا، وحاولت الاشتباك مع الصليبيين، فرفضوا القتال، وفي 2 يوليو استولت جيوش صلاح الدين المسلمة على طبرية قاطعا على عدوه طريقه إلى الماء.

## أحداث المعركة

مخطط يوضح حركة الجيشين الاخضر لصلاح الدين وتبدو عيون الماء باللون الأخضر

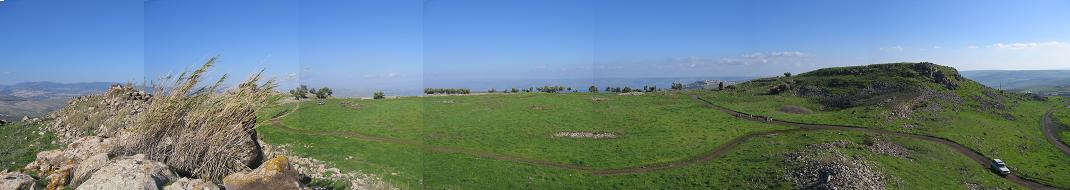
صور بانورامية من ساحة المعركة في القرن 21 في سهل حطين

أحرق المسلمون الأعشاب والشجيرات في ساحة المعركة، واستولوا على عيون الماء، عملا على تعطيش الصليبيين وإجبارهم على النزول للاشتباك معهم ولما وصل الصليبيون إلى السهل الواقع بين لوبيا وحطين شن صلاح الدين هجوما ففروا إلى تلال حطين، فحاصرت قوات المسلمين التلال، وأقبل الليل وتوقف القتال، في اليوم التالي 4 يوليو 1187 وفي قيظ شديد ونقص في مياه الشرب قامت معركة حطين، ولف الفرسان الصليبيون الذين انتظموا على مرتفع حطين سحب الدخان المتصاعد إلى أعلى، فالتحم الجيشان على بعد ميلين من حطين، فتضعضعت صفوف الصليبيين وأهلكت سهام جيوش المسلمين الصليبيين، ثم شن هجوم بالسيوف والرماح، فقتل وجرح وأسر الكثير، فاستسلم الألوف منهم، وقام الصليبيون بمناورة، فتقدم قائد الفرسان ريمون الثالث أمير طرابلس بأمر من غي دي لوزينيان ملك القدس، وزحزح بهجومه هذا قوة يقودها تقي الدين عمر، فظن الصليبيين أنهم فتحوا ثغرة في صفوف صلاح الدين فاندفعوا فيها، وحاصر جيش صلاح الدين جزء من الجيش الصليبي فشطره إلى شطرين. ودامت المعركة نحو 7 ساعات على التوالي. سقط فيها الآلاف بين جرحى وقتلى، ووقع الملك غي دي لوزينيان ملك القدس آنذاك في أسر صلاح الدين، بالإضافة إلى العديد من القادة والبارونات، ولم ينج إلا بضع مئات فروا إلى صور واحتموا وراء أسوارها.

## نتائج معركة حطين

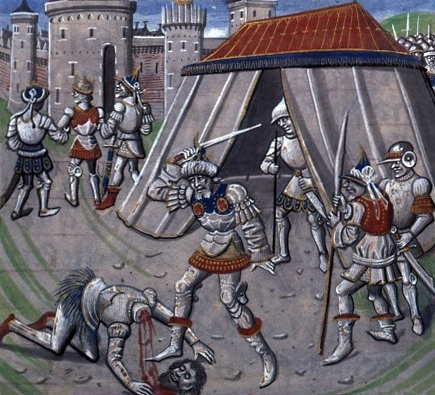
مقتل رينو دي شاتيون

كانت هزيمة الصليبيين في معركة حطين هزيمة كارثية، حيث فقدوا فيها زهرة فرسانهم، وقتل فيها أعداد كبيرة من جنودهم وأسر فيها أعداد كبيرة أيضاً. وأصبح بيت المقدس في متناول صلاح الدين، وكان من بين الأسرى ملك بيت المقدس ومعه مئة وخمسون من الفرسان ومعهم رينو دي شاتيون (أرناط) صاحب حصن الكرك وغيره من كبار قادة الصليبيين، فأحسن صلاح الدين استقبالهم، وأمر لهم بالماء المثلج، ولم يعط أرناط (حاكم الكرك)، فلما شرب ملك بيت المقدس أعطى ما تبقى إلى أرناط، فغضب صلاح الدين وقال: «إن هذا الملعون لم يشرب الماء بإذني فينال أماني»، ثم كلمه وذكّره بجرائمه وقرّعه بذنوبه وعرض عليه أن يسلم فرفض أرناط فقام إليه فضرب عنقه، وقال: «كنت نذرت مرتين أن أقتله إن ظفرت به: إحداهما لما أراد المسير إلى مكة والمدينة، والأخرى لما نهب القافلة واستولى عليها غدرًا».فكان أن برّ صلاح الدين بيمينه وضرب عنق أرناط.
وبعد المعركة، سرعان ما دخلت قوات صلاح الدين وأخوه الملك العادل المدن الساحلية كلها تقريبا جنوبي طرابلس، عكا، بيروت، صيدا، يافا، قيسارية، عسقلان. وقطع اتصالات مملكة القدس اللاتينية مع أوروبا، كذلك استولى على أهم قلاع الصليبيين جنوبي طبرية، ما عدا الكرك وكراك دي مونريال. وفي النصف الثاني من سبتمبر 1187 حاصرت قوات صلاح الدين القدس، ولم يكن بمقدور حاميتها الصغيرة أن تحميها من ضغط 60 ألف رجل. فاستسلمت بعد ستة أيام، وفي 2 أكتوبر 1187 م فتحت الأبواب وخفقت راية السلطان صلاح الدين الصفراء فوق القدس. في نوفمبر 1188 م استسلمت حامية الكرك، وفي أبريل - مايو 1189 استسلمت حامية كراك دي مونريال، وكان حصن بلفور آخر حصن يسقط، ومنذ ذلك الحين صار ما كان يعرف بمملكة القدس اللاتينية بمعظمها في يد صلاح الدين، ولم يبق للصليبيين سوى مدينتي صور وطرابلس، وبضعة استحكامات وحصن كراك دي شيفاليه (قلعة الحصن) في شرق طرطوس. وقد أدى سقوط مملكة القدس إلى دعوة بابا روما إلى بدء التجهيز لحملة صليبية ثالثة والتي بدأت عام 1189م.
عامل صلاح الدين القدس وسكانها معاملة أرقْ وأخفْ بكثير مما عاملهم الغزاة الصليبيون، قبل ذلك بمئة عام تقريبا حيث قتل الصليبيون انداك كل أهالي القدس من رجال وكهول ونساء وأطفال وقُتل سبعون ألفًا في ساحة المسجد الأقصى. فلم تقع من صلاح الدين قساوة لا معنى لها ولا تدمير، ولكنه سمح بمغادرة القدس في غضون 40 يوما بعد دفع فدية مقدارها 10 دنانير ذهبية عن كل رجل، 5 دنانير ذهبية عن كل امرأة، ودينار واحد عن كل طفل، واظهر صلاح الدين تسامحًا كبيرًا مع فقراء الصليبيين الذين عجزوا عن دفع الجزية.